# چارلز آنتونی
چارلز آنتونی (انگلیسی: Charles Anthoney؛ 15 April 1902 – ۱۹۸۲ (۷۹−۸۰ سال)) بازیکن فوتبال بود.
از باشگاه‌هایی که در آن بازی کرده‌است می‌توان به باشگاه فوتبال منزفیلد تاون اشاره کرد.